# Rosa 'Princess Anne'
'Princess Anne' ('AUSkitchen' es el nombre del obtentor registrado), es un cultivar de rosa que fue conseguido en Reino Unido en 2010 por el rosalista británico David Austin.

## Descripción
'Princess Anne' es una rosa moderna cultivar del grupo « English Rose Collection ».
El cultivar procede del cruce de planta de semilla x planta de semilla.
Las formas arbustivas del cultivar tienen porte erguido compacto que alcanza más de 90 cm de alto con 60 cm de ancho. Las hojas son de color verde oscuro brillante de tamaño medio, follaje coriáceo.
Sus delicadas flores de color rosa oscuro, casi rojo al comienzo, con el envejecimiento cambio gradual a un color rosa oscuro puro con un toque de amarillo en la parte inferior. Fragancia de leve a fuerte, de rosa híbridode té. Flor con 85 pétalos. El diámetro medio de 4". Flores grandes, muy completas (41 + pétalos), que florecen en grandes ramos.
Florece de una forma prolífica, continua (perpetua) floración durante la temporada.

## Origen
El cultivar fue desarrollado en Reino Unido por el prolífico rosalista británico David Austin en 2010. 'Princess Anne' es una rosa híbrida con ascendentes parentales de cruce de planta de semilla x planta de semilla.
El obtentor fue registrado bajo el nombre cultivar de 'AUSkitchen' por David Austin en 2010 y se le dio el nombre comercial de exhibición 'Princess Anne'™.
También se le reconoce por el sinónimo de 'AUSkitchen'.
- La rosa fue obtenida antes de 2010, e introducida en el Reino Unido por David Austin Roses Limited (UK) en 2010 como 'Princess Anne'.[1]

## Premios y galardones
- Gold Standard 2012.
- Orléans Certificate of Merit 2012.

## Cultivo
Aunque las plantas están generalmente libres de enfermedades, es posible que sufran de punto negro en climas más húmedos o en situaciones donde la circulación de aire es limitada. Se desarrollan mejor a pleno sol. En América del Norte son capaces de ser cultivadas en USDA Hardiness Zones 5b a 10b. La resistencia y la popularidad de la variedad han visto generalizado su uso en cultivos en todo el mundo.
Puede ser utilizado para las flores cortadas, jardín. Vigorosa. En la poda de Primavera es conveniente retirar las cañas viejas y madera muerta o enferma y recortar cañas que se cruzan. En climas más cálidos, recortar las cañas que quedan en alrededor de un tercio. En las zonas más frías, probablemente hay que podar un poco más que eso. Requiere protección contra la congelación de las heladas invernales.

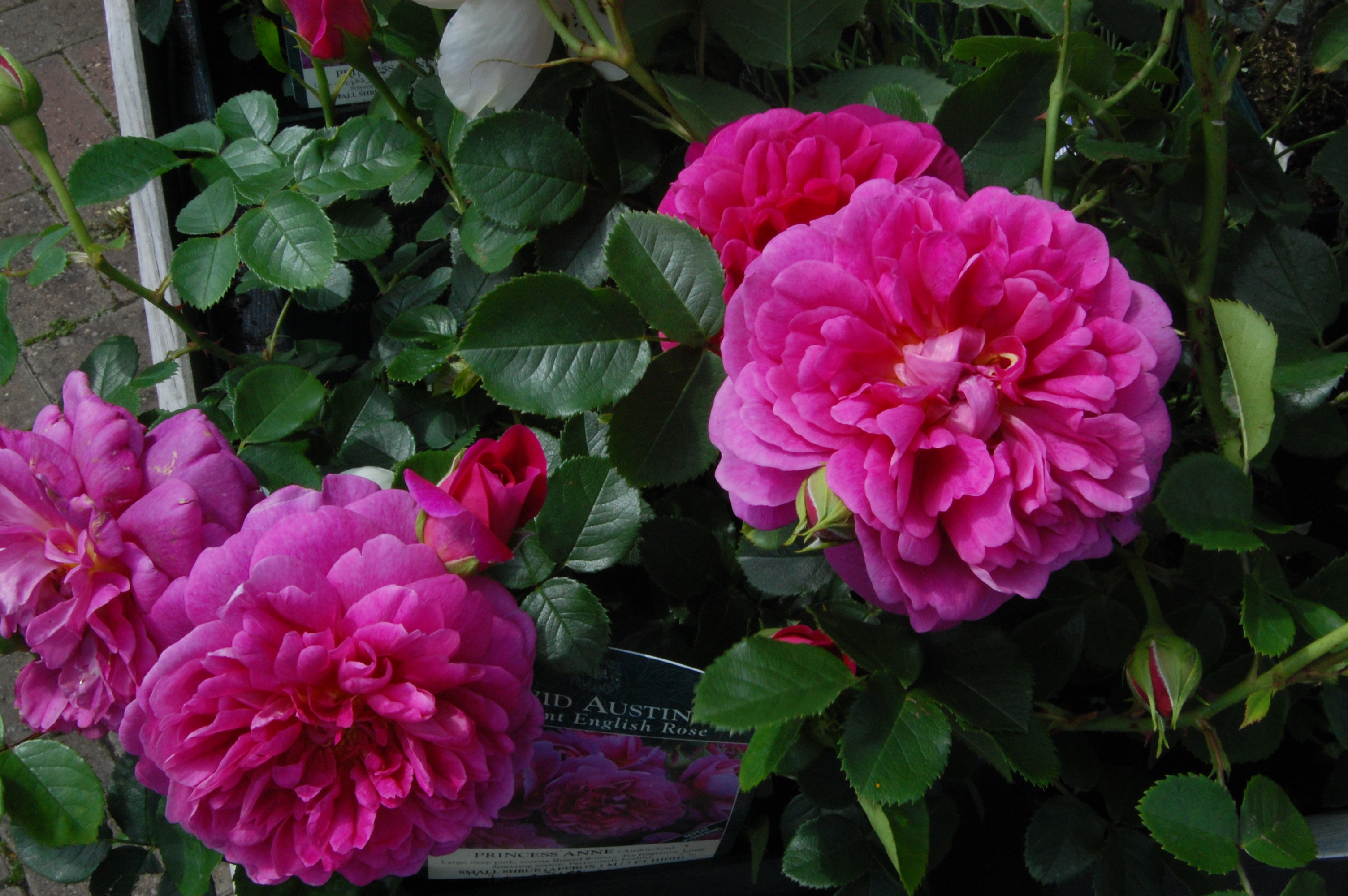
Rosa 'Princess Anne'
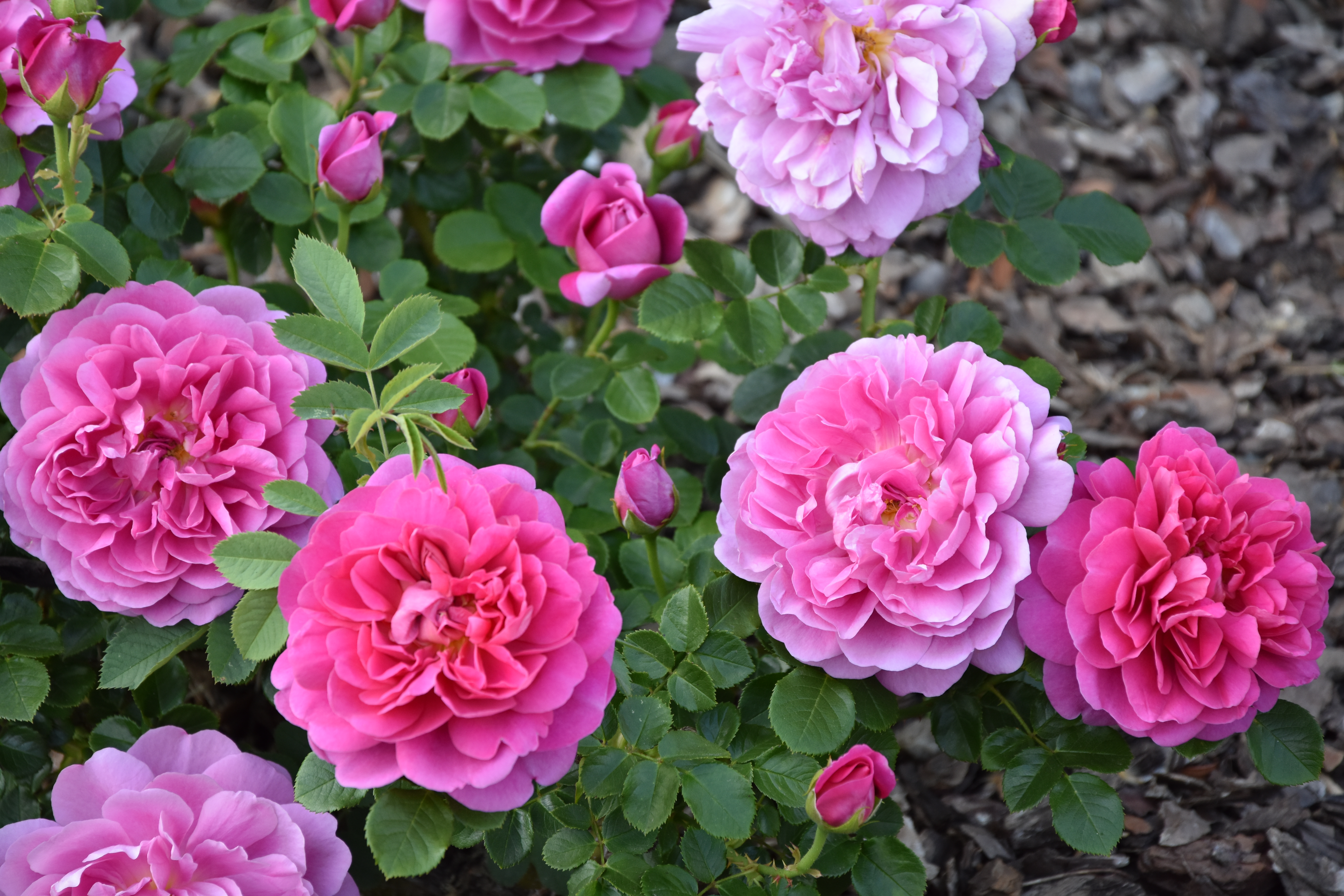
Rosa 'Princess Anne' en el jardín botánico de Villa Carlotta, en Tremezzo